# Särkijärvi (Gällivare socken, Lappland, 747336-174389)
Särkijärvi är en sjö i Gällivare kommun i Lappland och ingår i Kalixälvens huvudavrinningsområde. Särkijärvi ligger i Torne och Kalix älvsystem Natura 2000-område.